# Ituberá
Ituberá è un comune del Brasile nello Stato di Bahia, parte della mesoregione del Sul Baiano e della microregione di Valença.